# アウルス・アティリウス・セッラヌス
アウルス・アティリウス・セッラヌス（Aulus Atilius Serranus、生没年不詳）は、紀元前2世紀初頭の共和政ローマの政治家・軍人。紀元前170年に執政官（コンスル）を務めた。

## 出自
セッラヌスはプレブス（平民）であるアティリウス氏族の出身。カピトリヌスのファスティによれば、セッラヌスの父も祖父もプラエノーメン（第一名、個人名）はガイウスである。セッラヌスのコグノーメンは紀元前257年と紀元前250年に執政官を務めたガイウス・アティリウス・レグルス・セッラヌスに始まる。この家族名は、かつてはウンブリアの街サランと関連すると思われていたが、最近ではラテン語の種まきをする人という意味のSerranusに由来すると考えられている。

## 経歴
紀元前194年、アティリウス・セッラヌスという人物が同僚のルキウス・スクリボニウス・リボと共にアエディリス・クルリス（上級按察官）を務めている。二人はスキピオ・アフリカヌスの助言を入れ、ルディ競技会において、競技会場に初めて元老院議員用の席を設けた。ただこの行為は賛否両論を生んだ。古代の資料でこのアティリウス・セッラヌスのプラエノーメン（第一名、個人名）を記しているものはないが、紀元前185年の法務官ガイウス・アティリウス・セッラヌスか、この記事のアウルス・アティリウス・セッラヌスと思われる。歴史学者ブロートンはアウルスの可能性が高いとしている。
翌紀元前193年末、セッラヌスは法務官選挙に立候補して当選し、紀元前192年の法務官に就任した。最初ヒスパニア・ウルテリオルが管轄地域とされたが、直ぐにスパルタの僭主ナビスとの戦争を担当することになり、海軍を指揮した。セッラヌスはギリシア艦隊と共に現地に到着し、ナビスが暗殺されるとアカイア同盟の指導者フィロポイメンを援助してスパルタの秩序回復を行った。ローマ・シリア戦争中の紀元前191年、セッラヌスはアンドロス島沖でシリア海軍に勝利した。その後ガイウス・リウィウス・サリナトルに艦隊の指揮権を委譲してローマに戻った。
紀元前173年、セッラヌスは2度目の法務官となり、今回は法務官の中では最高位とされる首都担当（プラエトル・ウルバヌス）となった。このときセレウコス朝シリアとの和平条約を更新しているが、ティトゥス・リウィウスは、この条約はかつてセッラヌスの父によって締結されたものとしている。
第三次マケドニア戦争前夜の紀元前172年、セッラヌスはマケドニア王ペルセウスの影響力に対抗するため、使節団の一員としてギリシアに赴いた。クィントゥス・マルキウス・ピリップス と共にエピルスとアエトリアを訪問した後、テッサリアでペルセウスと会談し、ペルセウスを和平の可能性があると欺き、ローマに使者を送って交渉を続けるよう説得することにより時間を稼いだ。その後、セッラヌスとピリップスはボイオーティアへ向かい、ボイオーティア同盟を解散して各都市がローマの保護下に入るように説得した。さらにエウボイア島とペロポネソス半島の諸都市を訪ねた。冬が始まると、彼らはローマに戻った。何人かの元老院議員は、彼らのギリシアでの交渉には価値がないと非難したが、多くは彼らの活動全てを承認した。翌年、セッラヌスは再びテッサリアに行くが、今度は軍事的任務を負っていた。彼はラリッサを占領した。
紀元前170年、セッラヌスは執政官に就任する。同僚はプレブスのアウルス・ホスティリウス・マンキヌスで、3年連続して両執政官ともプレブスが務めることとなった。マケドニアとの戦争はマンキヌスが担当し、セッラヌスはリグリアを担当することとなった。その年、リグリアでは何も起こらなかった。その後、ガリア・キサルピナのいくつかの都市を巡り、1ローマに戻って選挙を監督した。これ以降、セッラヌスは資料に登場しない。

## 参考資料

### 古代の資料
- アスコニウス・ペディアヌス『キケロ演説に対する注釈書』
- ウァレリウス・マクシムス『有名言行録』
- カピトリヌスのファスティ
- ティトゥス・リウィウス『ローマ建国史』
- キケロ『セクストゥス・ロスキウスに対する弁護』

### 研究書
- Broughton R. Magistrates of the Roman Republic. - New York, 1951. - Vol. I. - P. 600.
- Klebs E. Atilius 60 // Paulys Realencyclopädie der classischen Altertumswissenschaft . - 1896. - Bd. II, 2. - Kol. 2096-2097.
- Klebs E. Atilius Saranus // Paulys Realencyclopädie der classischen Altertumswissenschaft . - 1896. - Bd. II, 2. - Kol. 2094-2095.